# Multi-level marketing
Multi-level marketing (MLM) eller network marketing/netværksmarkedsføring eller pyramidesalg er en forretningsmodel, der sætter et firma i stand til at markedsføre og distribuere sine produkter direkte fra producenten og videre gennem en ulønnet arbejdskraft.
MLM-branchen er under kritik for reelt blot at skabe en pyramide af sælgere, uden at produktet har forbrugernes interesse. T5PC's netbutik i 2003 tilbød kun omkring 20 produkter; for det meste værktøjsæt af flere typer.
MLM-branchen er i stærk vækst. Helse- og wellness-produkter har en omsætning på USD 130 mrd. på verdensplan i 2013, og stadig stigende. I direkte salg køber distributørerne typisk produkter fremstillet af firmaet, og sælger dem direkte til kunden. I MLM anbefaler distributørerne kunden produkter, som de mener, andre kan få gavn af, samtidig som de opbygger en gruppe/organisation af distributører, som også nyder fordelen ved at købe produkterne til indkøbspris, og derved opnår en provision af den samlede omsætning.

## Betaling og provision
Når man vælger at blive distributører/partner i et netværksmarkedsføringsfirma, skal der erlægges et indskud for en startpakke. Deltagere i The Pampered Chef MLM Income Opportunity blev defineret som "uafhængige konsulenter" (independent consultants), og betalte $ 155 for en "forretningsstartpakke" (business starter kit). Ville de også tjene noget, kunne de enten:
- regelmæssigt organisere madlavningsfester, hvor de solgte køkkenudstyr etc til slægt og venner og naboer med en fortjeneste på 20-31%, eller
- rekrutterere andre "uafhængige konsulenter", og tjene ved salg foretaget af disse konsulenters rekrutterede konsulenter.[4]

Tallet 97 % er en genganger; dem, der mislykkes, hvilket forklares med, at de ikke duede eller ikke gad at sætte sig ind i systemet. Steven Butterfield har i sin bog Amway – the cult of free enterprise, vist til at Amway kunne opvise 750.000 nye distributører i 1980 alene. Første trin i pyramiden var at få status som direktedistributør; det kræver flere måneders hårdt arbejde. Imidlertid var der rekrutteret 6.433 nye direktedistributører, tilsvarende 2,57 %. Men for at kunne leve af indtægten, måtte man være diamantdistributør. I 1980 opnåede kun 120 denne status, dvs. 0,04 %.
Morten Spiegelhauer i TV2 udgav sig i 2013 for at være en interesseret kunde hos netværksmarkedsføringsfirma Lyoness. Han blev tilrådet at betale 18.750 kroner for et særligt "guldkort". Med det forespejledes han at tjene op til 180.000 danske kroner om måneden - forudsat, at han fik venner og familie til at investere det samme beløb i Lyoness.

### Forskel på direkte salg og MLM/netværksmarkedsføring
I forhold til traditionel forretningsvirksomhed, hvor varer leveres af en producent til en eksportør - importør - grossist - butikken - kunder, har MLM-selskaberne fjernet de fordyrende mellemled, og leverer produkterne direkte til forbrugeren via ulønnede distributører, efter det samme "mund til øre"-princip, som Facebook og Youtube anvender.
Ordet "markedsføring" viser til en vare/tjeneste, som flyttes fra udbyderen/producenten til forbrugeren. På den måde kan netværksmarkedsføring forstås som et netværk af personer, der markedsfører produkter. Af den grund skal MLM ikke forveksles med direkte salg, da der ikke er "nogen", der "sælger" varen, som derimod købes til eget brug. Når man køber varerne engros, kan man i stedet sælge dem, og derved opnå en fortjeneste.
Verdens rigeste mand og investor Warren Buffett har været involveret i MLM.
Bill Clinton er talsmand for netværksmarkedsføring.

## Kritik
Pyramidesalg foregår under navn af netværksmarkedsføring, som er et lovligt koncept, der har foregået i mange år med Tupperware som den ældste. Pyramidespil er der tale om, når man må købe sig en plads i salgspyramiden i stedet for salgsvarer. Ofte ligger hovedkvarteret i skatteparadiser under fjerne himmelstrøg. Lederen af pyramideselskabet World Games Incorporated (WGI) i Norge, Tor Anders Petterøe, tjente omkring fem millioner kroner på sin tid i selskabet, og indrømmede, at deltagere blev snydt, men ville ikke påtage sig noget ansvar. De omkring 270.000 norske medlemmer af WGI-netværket havde flere milliarder kroner udestående, der måtte anses som tabt. En anden WGI-leder, Geir Bjørhusdal, ville ikke lastes for, at medlemmerne aldrig fik udbetalt de lovede millioner. Han ville heller ikke omtales som leder, for: "Vi bliver taget med på råd, fordi ledelsen ikke har ligeså god kompentence på MLM som os," hævdede han.
Sælgerne/distributørerne af produktet har også meget svært ved at omsætte det, som udbydes gennem MLM-virksomhederne, hvoraf praksissen i sidste ende kun er til selve MLM-virksomhedens fordel.
I 2016 stillede Forbrugerombudsmanden sig kritisk overfor praksisser omkring MLM:
- At "vennehvervning" (at hyre distributører gennem sin omgangskreds) kan være i strid med reglerne for god markedsføringsskik, og udtaler at "en forbruger, der kontaktes af en ven eller et familiemedlem, vil således ofte forholde sig mindre kritisk over for vennen eller familiemedlemmet end over for en henvendelse fra en fremmed erhvervsdrivende. Den, der henvender sig, vil imidlertid have nøjagtig de samme bevæggrunde som en hvilken som helst anden erhvervsdrivende."
- Som selvstændig forhandler af MLM-produkter er man ansvarlig for, at reglerne for god markedsføringsskik overholdes.
- Der rejses også spørgsmål omkring metoderne for ansættelse af uuddannede personer som distributører:
  - "Dels er disse personer sædvanligvis ikke bekendt med de regler, der gælder for erhvervsdrivende, selv om de er selvstændigt ansvarlige for, at de overholdes. De er således vant til at være stillet som forbrugere."
  - "Dels er de som erhvervsdrivende som udgangspunkt stillet juridisk lige i forholdet til selskabet, men i realiteten er de snarere oftest den "svage" part, uden de samme ressourcer til at søge rådgivning og bistand i tilfælde af, at der opstår tvister med selskabet eller andre."

## Lovlighed
Et lovligt MLM-firma adskiller sig fra ulovlige pyramideforetagender, fordi sidstnævnte som andre pyramidespil kendetegnes af et indgangsgebyr, der går tabt, hvis nye ikke kommer til i kæden. I lovlige MLM-firmaer tjener deltagerne/distributørerne penge ved salg af varer gennem organisationen, ikke ved rekruttering af nye medlemmer. Lyoness blev kendt ulovligt i Norge, fordi netværksdeltagerne ikke modtog varer, tjenester eller andre ydelser, der modsvarede værdien af det, de havde indbetalt i gebyrer, samt at indbetalingerne i realiteten var at anse som vederlag for at opnå deltagerstatus. Kosttilskudsvirksomheden Herbalife undgik klassificering som pyramidespil ved at indgå et forlig til $200 millioner med de amerikanske myndigheder.
Et tilsvarende firma, Nature's Own, blev kendt ulovligt i Norge, fordi det som andre pyramidespil var kendetegnet af en indgangsbillet, der gik tabt, hvis nye ikke kom til i kæden. Den norske politiker Anita Apelthun Sæle fra Kristelig Folkeparti var imidlertid selv aktiv i pyramiden, og hendes bror og søn nærmest levede af den. Apelthun Sæle anvendte KrF's brevpapir til at forsvare Nature's Own og kritisere justitsministeriets vurdering. Hendes lobbyvirksomhed ved Stortinget medførte, at ordet "pyramidesalg" blev fjernet fra den norske lovtekst. Ellers ville pyramidesalg have været kendt ulovligt i Norge allerede i 1999.
Alle MLM-selskaber skal være optaget i Direkte Salgs Foreningen (DISAFO) for at være godkendt i Danmark. [kilde mangler]

## Eksterne links
- https://www.forbrugerombudsmanden.dk/media/46476/2016-vejledning-om-multi-level-marketing-pyramidespil-november-2013.pdf
- http://disafo.dk/